# Lisa Cole (Fußballtrainerin)
Lisa Cole (* 14. Mai 1973) ist eine US-amerikanische Fußballtrainerin.

## Karriere

### Spielerin
Cole spielte von 1993 bis 1997 während ihres Studiums an der Pacific Lutheran University für das dortige Hochschulteam der PLU Lutes.

### Trainerin
Von 1997 bis 2003 betreute Cole als Co-Trainerin die Universitätsmannschaften der Ole Miss Rebels und Connecticut Huskies, ab 2003 fungierte sie bei den Rhode Island Rams erstmals als Cheftrainerin. Von 2005 bis 2006 arbeitete sie als Assistentin von Mark Krikorian bei den Florida State Seminoles.
Von 2007 bis 2008 war Cole als Co-Trainerin an der Seite von Tony DiCicco bei SoccerPlus Connecticut in der WPSL aktiv, sowie von 2009 bis 2011 ebenfalls unter DiCicco bei den Boston Breakers in der WPS. Nach der Auflösung der WPS vor der Saison 2012 rückte sie zur Cheftrainerin auf und führte ihre nun in der WPSL Elite antretende Mannschaft zum ersten Platz in der regulären Saison 2012.
Ende 2012 gaben die Breakers bekannt, dass Cole auch in der im April 2013 den Spielbetrieb aufnehmenden Premierensaison der neugegründeten National Women’s Soccer League als Cheftrainerin fungieren soll. Am 2. August 2013 wurde sie von Boston entlassen und durch Interims-Spielertrainerin Cat Whitehill ersetzt. Die Breakers lagen zu diesem Zeitpunkt vier Spiele vor Saisonende auf Platz fünf der Tabelle, sieben Punkte hinter dem an der Play-off-Teilnahme berechtigenden Tabellenplatz vier.
Im Jahr 2016 betreute Cole die gastgebende Papua-neuguineische U-20-Nationalmannschaft bei der U-20-Fußball-Weltmeisterschaft der Frauen 2016. Anfang 2018 war sie kurzzeitig Assistentin von Vera Pauw bei der Franchise der Houston Dash.